# Kitty Buchhammer
Kitty Buchhammer, auch Katherina Buchhammer (* 29. Oktober 1945 in Wien; † 17. Oktober 2018 ebenda; gebürtig Herta-Katharina Buchhammer, verheiratete Borow-Buchhammer) war eine österreichische Schauspielerin und Theaterregisseurin.

## Leben und Wirken
Buchhammer erhielt ihre Ausbildung am Max-Reinhardt-Seminar in Wien. Nach ihrem Abschluss 1966 übernahm sie verschiedene Engagements als Schauspielerin in Deutschland und Österreich. Sie spielte unter Rainer Werner Fassbinder kleinere Rollen in den Filmen Faustrecht der Freiheit und Satansbraten sowie in dessen zweiteiligem Fernsehfilm Bolwieser, ferner in mehreren Folgen der Fernsehserie Kottan ermittelt von Peter Patzak.
1981 wirkte sie am Volkstheater Wien bei der deutschen Erstaufführung von Friederike Roths Klavierspiele mit.
Seit 1977 trat sie als Regisseurin hervor. Unter anderem inszenierte sie 1977 Das Nest von Franz Xaver Kroetz in Stella Kadmons Theater der Courage in Wien. Gastinszenierungen bot sie in Salzburg, Bregenz, Graz und Linz. 1983 führte sie Regie bei der Uraufführung von Herbert Achternbuschs Mein Herbert beim Steirischen Herbst.
1984 begann sie ihre Tätigkeit am Theater Augsburg, wo sie Thomas Bernhards Der Schein trügt (1985), Rolf Hochhuths Ärztinnen (1986) und Henrik Ibsens Gespenster (1987) inszenierte. Sie wirkte auch am Landestheater Tübingen, in Braunschweig und am Münchner Volkstheater.
Buchhammer gab Dramatischen Unterricht an der Universität für Musik und darstellende Kunst Graz, wo sie die Abteilung für Darstellende Kunst leitete und Gleichstellungsbeauftragte der Hochschule war.
In ihrer Freizeit spielte sie unter anderem die Tarock-Variante Königrufen, auch turniermäßig.